# Monte-Carlo Masters 2025
Monte-Carlo Masters 2025 — тенісний турнір, що проходив на ґрунтових кортах у місті Рокбрюн-Кап-Мартен, Франція з 6 до 13 квітня. Належав до категорії ATP 1000, був турніром серії Мастерс Монте-Карло 2025 року.

## Фінальна частина

### Одиночний розряд
Карлос Алькарас —  Лоренцо Музетті 3–6, 6–1, 6–0

### Парний розряд
Ромен Арнеодо /  Мануель Гінар —  Джуліан Кеш /  Ллойд Ґласспул 1–6, 7–6(10–8), [10–8]